# Gahal
Gahal (hebr.: גח"ל, Gachal) − główna prawicowa izraelska partia polityczna w latach 1965−1973. Nazwa ugrupowania stanowiła akronim, powstały w wyniku skrócenia wyrażenia w języku hebrajskim - Gusz Cherut-Liberalim (גוש חרות-ליברלים), czyli „Blok Herutu i Liberałów”.

## Historia
Gahal powstał w wyniku połączenia Herutu z Partią Liberalną tuż przed końcem kadencji piątego Knesetu, podczas przygotowań do wyborów 1965 roku. Zjednoczenie oznaczało połączenie sił dwóch prawicowych partii, mających po 17 miejsc w parlamencie każda. Jednakże kilku byłych członków Partii Liberalnej było niezadowolonych z powodu tego połączenia, twierdząc, że Herut i jego lider, Menachem Begin byli zbyt skrajnie prawicowi. W wyniku tego, siedmiu deputowanych do Knesetu wyszło z Gahalu, tworząc ugrupowanie Niezależnych Liberałów, które wkrótce potem połączyło się z Koalicją Pracy (Ma’arach). Pomimo tego Gahal uzyskał aż 27 miejsc w parlamencie, tylko 7 mniej niż rządząca Mapai (główny element składowy Koalicji Pracy). Wkrótce potem trzech deputowanych Gahalu wyszło z partii, tworząc ugrupowanie o nazwie Wolne Centrum.
W czasie wojny sześciodniowej, lider Koalicji Pracy i premier Lewi Eszkol zaprosił Gahal do przyłączenia się do Rządu Jedności Narodowej. Partia pozostała w gabinecie po zakończeniu konfliktu zbrojnego, również po tym, jak Golda Meir zajęła miejsce szefa rządu po śmierci Eszkola w 1969 roku.
W wyborach 1969 roku, partia utrzymała swój stan posiadania, uzyskując 26 mandatów, ale została wyraźnie pokonana przez Koalicję Pracy, która zapewniła sobie 56 miejsc w Knesecie (był to najlepszy wynik izraelskie partii politycznej w historii). Pomimo tego, ugrupowanie zostało ponownie zaproszone do rządu. Jednak Gahal opuścił koalicję rządową w 1970 roku, zaraz po tym, jak gabinet ogłosił poparcie dla Planu Rogersa dotyczącego rozwiązania konfliktu izraelsko-arabskiego. Pomimo jego wycofania wkrótce potem, Gahal nie wszedł ponownie do koalicji rządowej.
Przed wyborami 1973 roku, Gahal połączył się z kilkoma mniejszymi prawicowymi partiami, włączając w to wcześniejszego rozłamowca, Wolne Centrum, Listę Państwową (małe ugrupowanie założone przez Dawida Ben Guriona po opuszczeniu przez niego Rafi) i pozaparlamentarny Ruch na rzecz Wielkiego Izraela. Nowe ugrupowanie zostało nazwane Likud, co w języku hebrajskim oznacza „zjednoczenie”, było to bowiem dosłowne zjednoczenie prawicy w Izraelu.
Pomimo niepowodzenia w wyborach w 1973 roku, Likud odniósł zwycięstwo w kolejnych wyborach (w 1977 roku), odsuwając lewicę od rządów po raz pierwszy w historii Izraela.